# A Duna hídjai
A Duna hídjai – A Fekete-erdőtől a Fekete-tengerig a Yuki Stúdió gondozásában megjelent, képekkel illusztrált könyv. Folytatása 2018-ban jelent meg. 

## Szerzői
Gyukics Péter fotográfus, a Magyar Fotóművészek Szövetségének tagja. Szakterülete a hidak fotografálása. A kötet fotográfusa és képszerkesztője.
Dr. Träger Herbert okleveles mérnök, mérnök közgazdász, műszaki doktor, nyugalmazott hídosztályvezető.
Dr. Tóth Ernő okleveles mérnök, műszaki doktor, nyugalmazott hídosztályvezető. A könyvnek szaklektora, és négy írással szerzője.
Prof. Kordos László geológus és Reich Gyula vízépítőmérnök munkája a kiadvány A Duna medence vízrajzi, geológiai leírása című fejezete.

## Ismertetése
A könyv a Duna főágán lévő 295, és a hajózható mellékágain található 47 hidat mutatja be. Ezt a 342 hidat tekintik a szerzők a Duna összes hídjának. Ez az album az első a világon, amely a Duna összes hídját képpel és szöveggel bemutatja.
Terjedelme: 330 oldal. Mérete: 30 × 23,5 cm. Illusztráció: 962 fotó, 23 grafikus térkép.
A könyv három nyelven, három önálló kötetben jelent meg: magyarul, németül és angolul.
- A Duna-hídjai a Fekete-erdőtől a Fekete-tengerig; fotó Gyukics Péter, szöveg Träger Herbert et al.; Yuki Studio, Bp., 2010

### Folytatása
- Gyukics Péter: A Duna új hídjai, 2010–2018. És a már épülő és tervbe vett magyar hidak; Yuki Studio, Bp., 2018

## Tartalma
- Bevezető
- Duna medence vízrajzi, geológiai leírása,
- Duna-hidak története dióhéjban
- Egy kis statisztika
- Hídnézőben a Dunán (342 híd – 962 fotó. Minden egyes híd műszaki adata, ha ismert: a híd- tervező neve,  a kivitelező cég neve és a híd rövid története olvasható.)
- Képzeletbeli utazás Regensburgtól Csernavodáig
  - Németország – Hidak Baden-Württembergben
  - Határhidak Baden-Württemberg és Bajorország között
  - Hidak Bajorországban
  - A Rajna-Majna-Duna csatorna hídjai Regensburgban
  - Hidak Bajorországban, folytatás
  - Határhid Németország és Ausztria között
  - Felső-Ausztria hídjai
  - Határhidak Felső-és Alsó-Ausztria között
  - Alsó-Ausztria hídjai
  - Bécsi Duna-hidak
  - Bécsi Duna-csatorna-hidak
  - Alsó-Ausztria hídjai, folytatás
  - Szlovákia hídjai
  - Szlovák-magyar határhidak
  - Magyarország hídjai, Budapesti hidak
  - Magyarországi hajózható mellékágak hídjai
  - Magyarországi hidak, folytatás
  - Horvát-szerb határhidak
  - Szerbiai hidak
  - Szerb-román határhidak
  - Román-bolgár határhidak
  - Romániai hidak
- Hidak szobordíszei – ízelítő
- Hídjegyzék a Duna-hidakról és hajózható mellékágak hídjairól
- Térképek (a térkép hátoldalán  a hidak helyének megjelölésével.)

## Sajtómegjelenések
Nyomtatott média
- 2011. szeptember: A Fotóművészet című folyóirat 2011. 3. szám „Könyvespolc” rovat.
- 2011. július 16-án, szombaton a Magyar Nemzet hétvégi Magazin: „Kicsik és nagyok”
- 2011. május: az Octogon építészeti és design folyóirat 2011. 2-3. szám, „Ami összeköt” címmel
- 2011. május: Stahlbau c. német szaklap 2011. 5. szám
- 2011. január–február: Bécsi Napló c. ausztriai magyar lap
- 2011. február: a Der Standard című osztrák napilapban.

Rádióriportok
- 2011. július 7. Bartók Rádió Háló című műsorában. (Riporter: Bódi Mátyás)
- 2011. július 6. Bartók Rádió Társalgó című műsorában  (Riporter: Bódi Mátyás)
- 2011. június 16. Kossuth Rádió Kultúrkör c. műsorában. (Riporter: Gócza Anita)
- 2011. április 3. Kossuth Rádió Európai idő című műsorában
- 2011. március 5. MR6 – az MR Miskolci Stúdiója Nógrádi Mozaik című szombati magazinműsorában. (Riporter: Tarnóczi László).